# Oued Cheham
Oued Cheham là một đô thị thuộc tỉnh Guelma, Algérie. Dân số thời điểm năm 2002 là 11.765 người.